# Altkirch
Altkirch is een gemeente in het Franse departement Haut-Rhin (regio Grand Est). De gemeente telde op 1 januari 2022 5.575 inwoners, die Altkirchois worden genoemd. Altkirch is de onderprefectuur van het arrondissement Altkirch. Het is de hoofdstad van de Sundgouw.

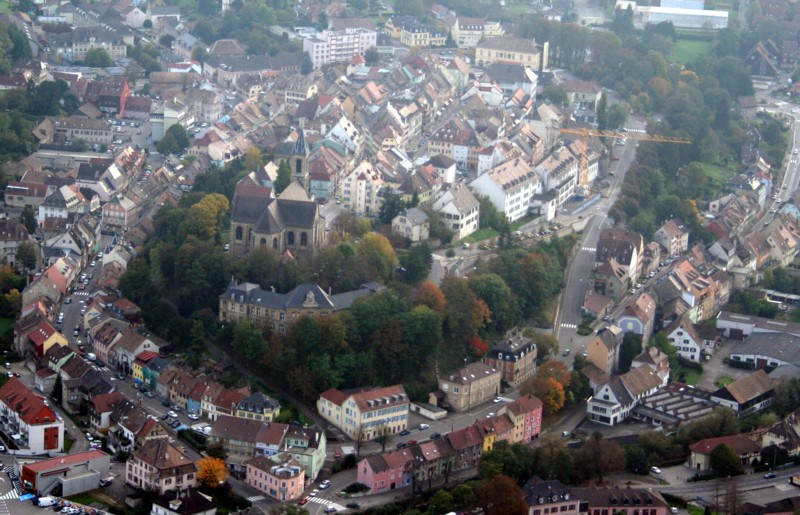
Hoge stad van Altkirch

## Geschiedenis
In de middeleeuwen bestond Altkirch uit een hoge stad op een rots boven de Ill, en de priorij Saint-Morand, die afhing van de Abdij van Cluny, bij een natuurlijke oversteekplaats over die rivier. De hoge stad werd uitgebouwd onder bescherming van de graven van Ferrette. Zij hadden er een kasteel en tegen 1215 was deze hoge stad volledig ommuurd.
Na de Dertigjarige Oorlog was de stad grotendeels verwoest. De stad werd weer opgebouwd en speelde de rol van landbouwcentrum, met een jaarmarkt (foire de la Ste-Catherine). In de 19e eeuw kwamen er textiel- en tegelfabrieken in de stad. De bevolking groeide en er werden nieuwe wijken gebouwd. Het oude kasteel werd afgebroken. Ook in de 20e eeuw zette de groei zich verder door.

## Geografie
De oppervlakte van Altkirch bedroeg op 1 januari 2022 9,54 vierkante kilometer; de bevolkingsdichtheid was toen 584,4 inwoners per km². De gemeente ligt aan de Ill.

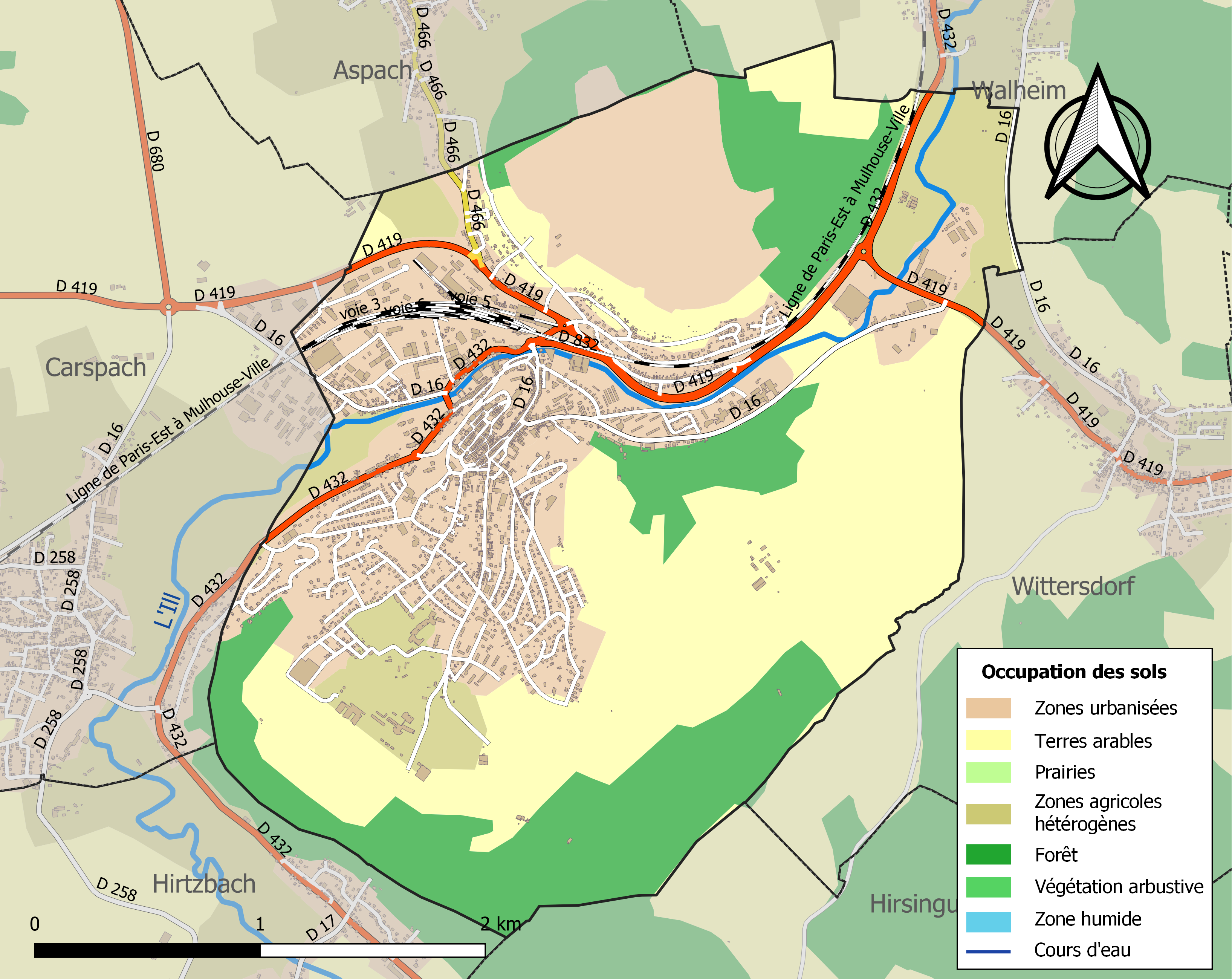
Kaart van de gemeente met de belangrijkste infrastructuur, bodemgebruik en omliggende gemeenten

## Demografie
Onderstaande figuur toont het verloop van het inwonertal (bron: INSEE-tellingen).

## Verkeer en vervoer
In de gemeente staat het spoorwegstation Altkirch.

## Cultuur

### Bezienswaardigheden
- Musée Sundgauvien, een streekmuseum opgericht in 1877 door Gustave Kubler en sinds 1952 gehuisvest in een 16e-eeuws pand waar de Habsburgse baljuw zetelde. De collectie bevat werken van lokale kunstenaars als Jean-Jacques Henner, Léon Lehmann, Arthur Schachenmann, Robert Breitwieser en Bernadette Zeller.[3]
- Centre Rhénan d’Art Contemporain (CRAC Alsace), kunstgalerij opgericht in 1990
- Resten van de stadsmuren met de Vieille Porte
- Priorij en kerk Saint-Morand
- Kerk Notre-Dame (1850)
- Graanhal (19e eeuw)

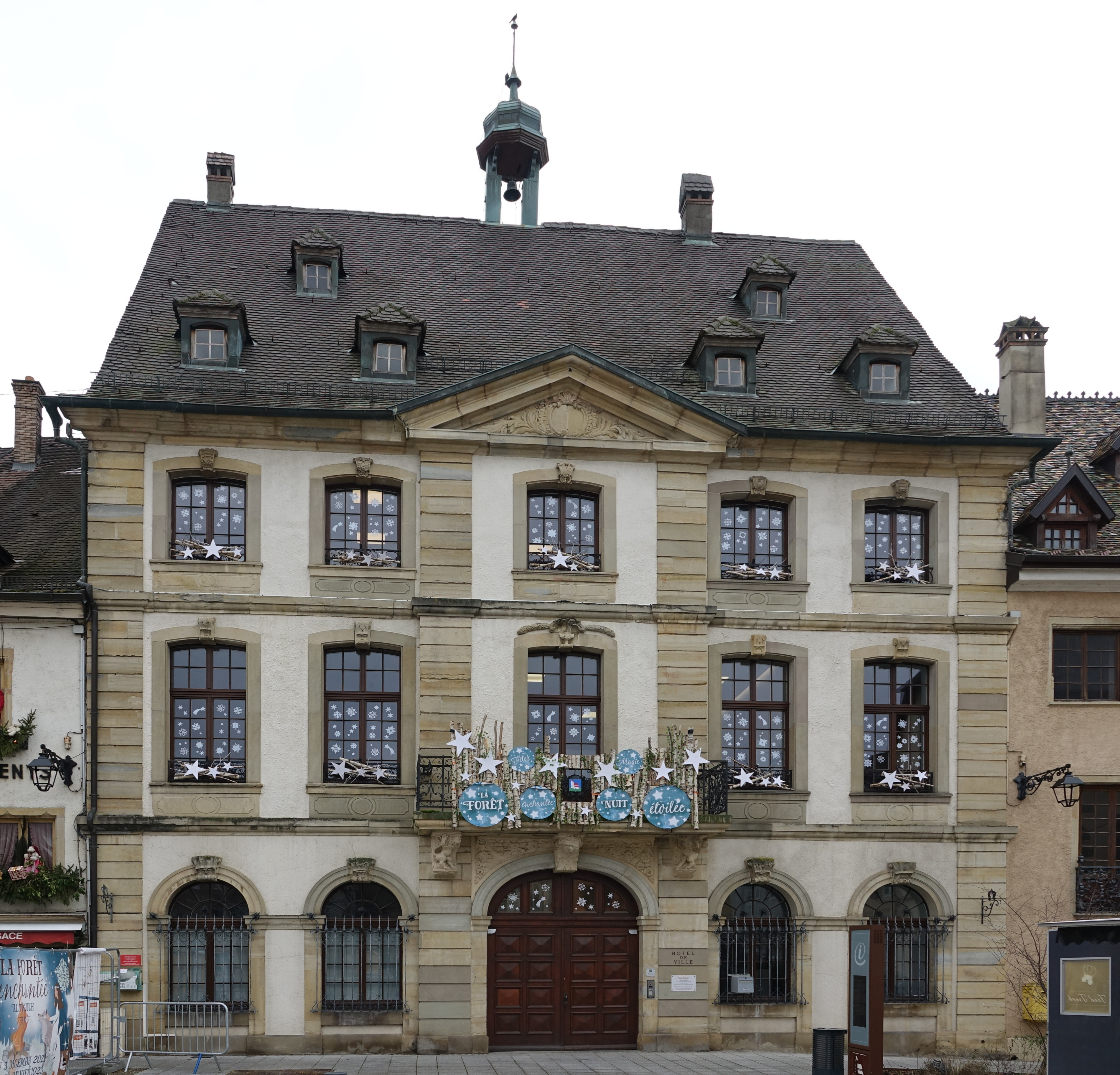
Stadhuis
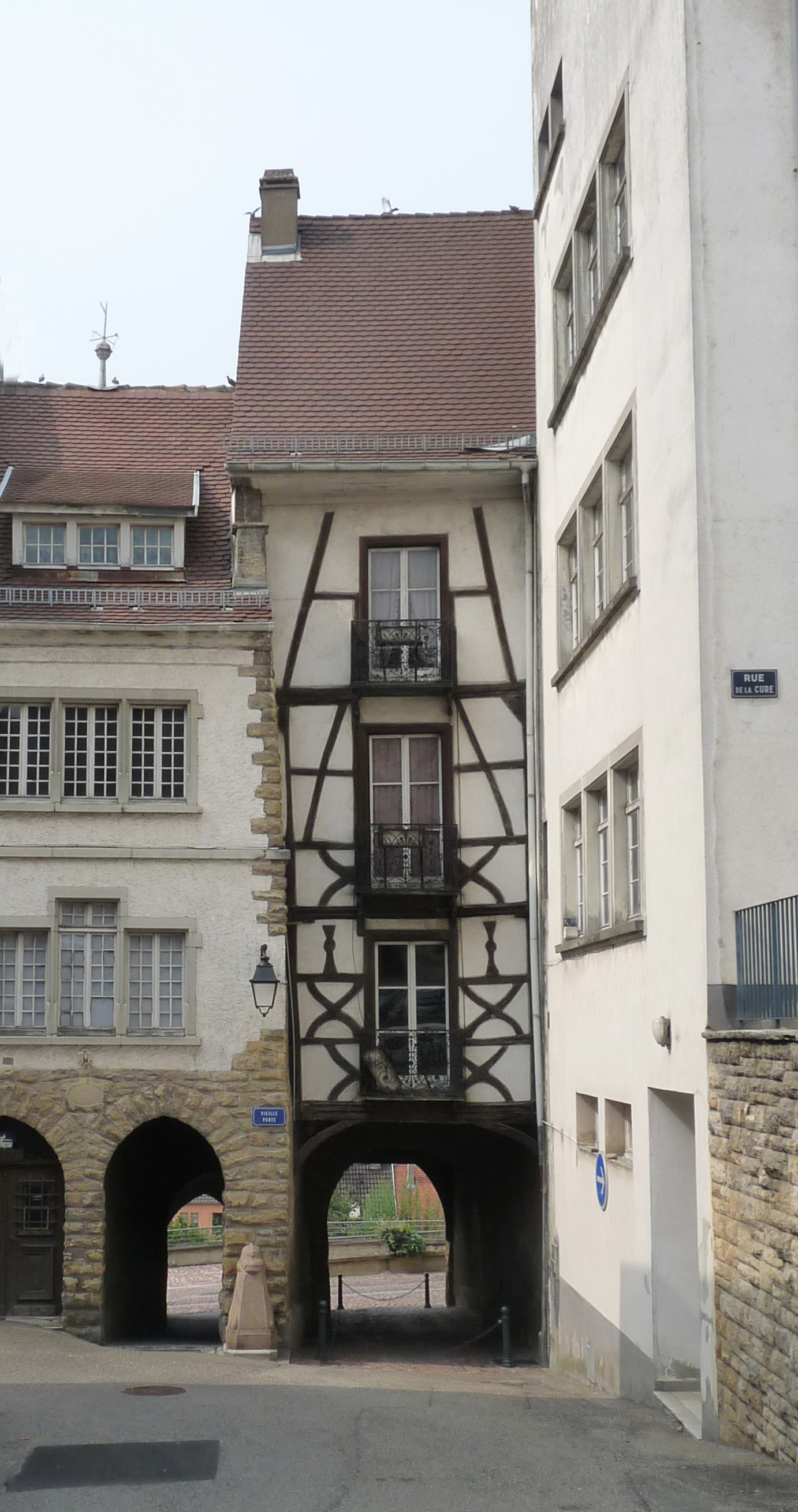
Vieille Porte
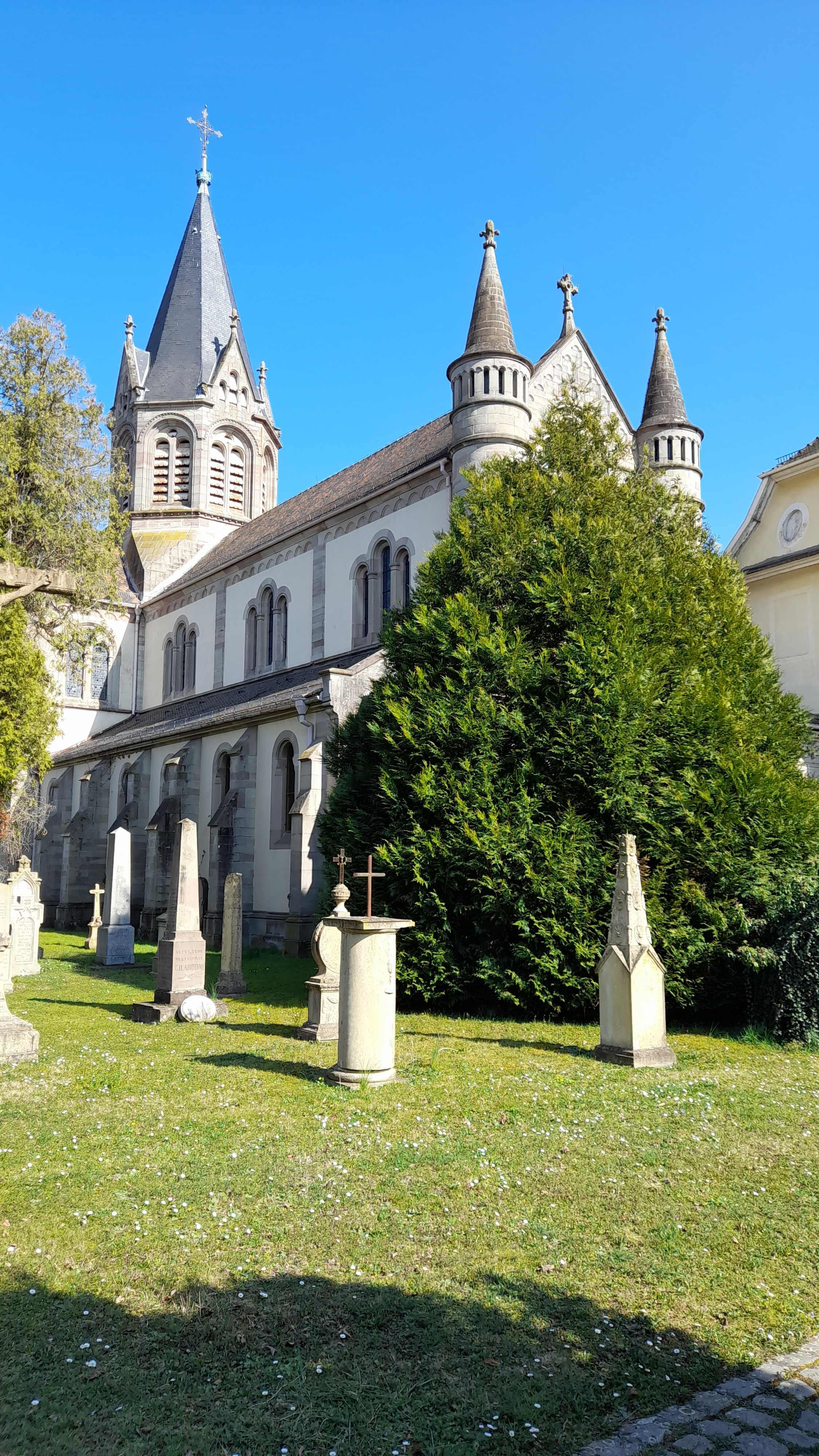
Kerk Saint-Morand
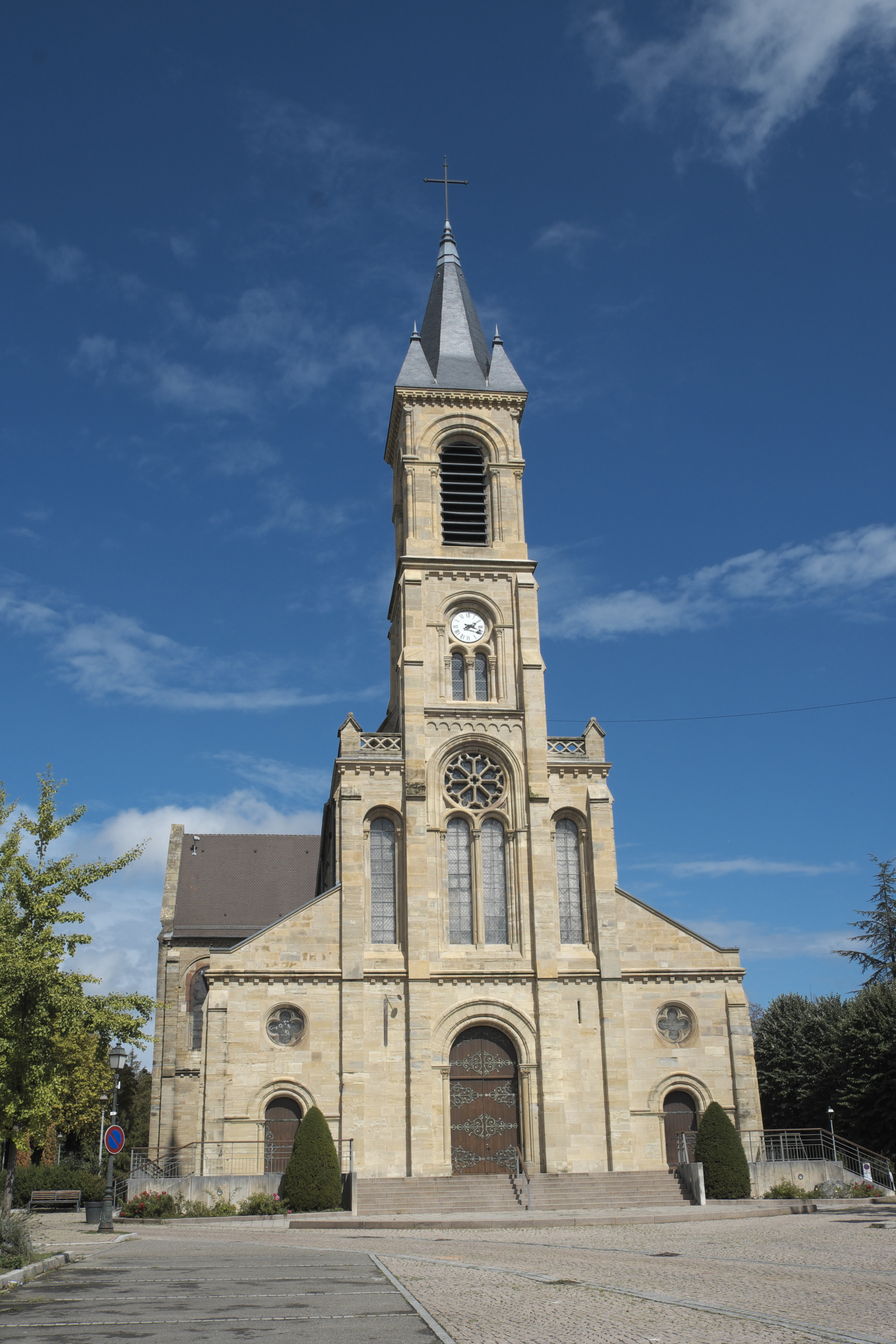
Kerk Notre-Dame
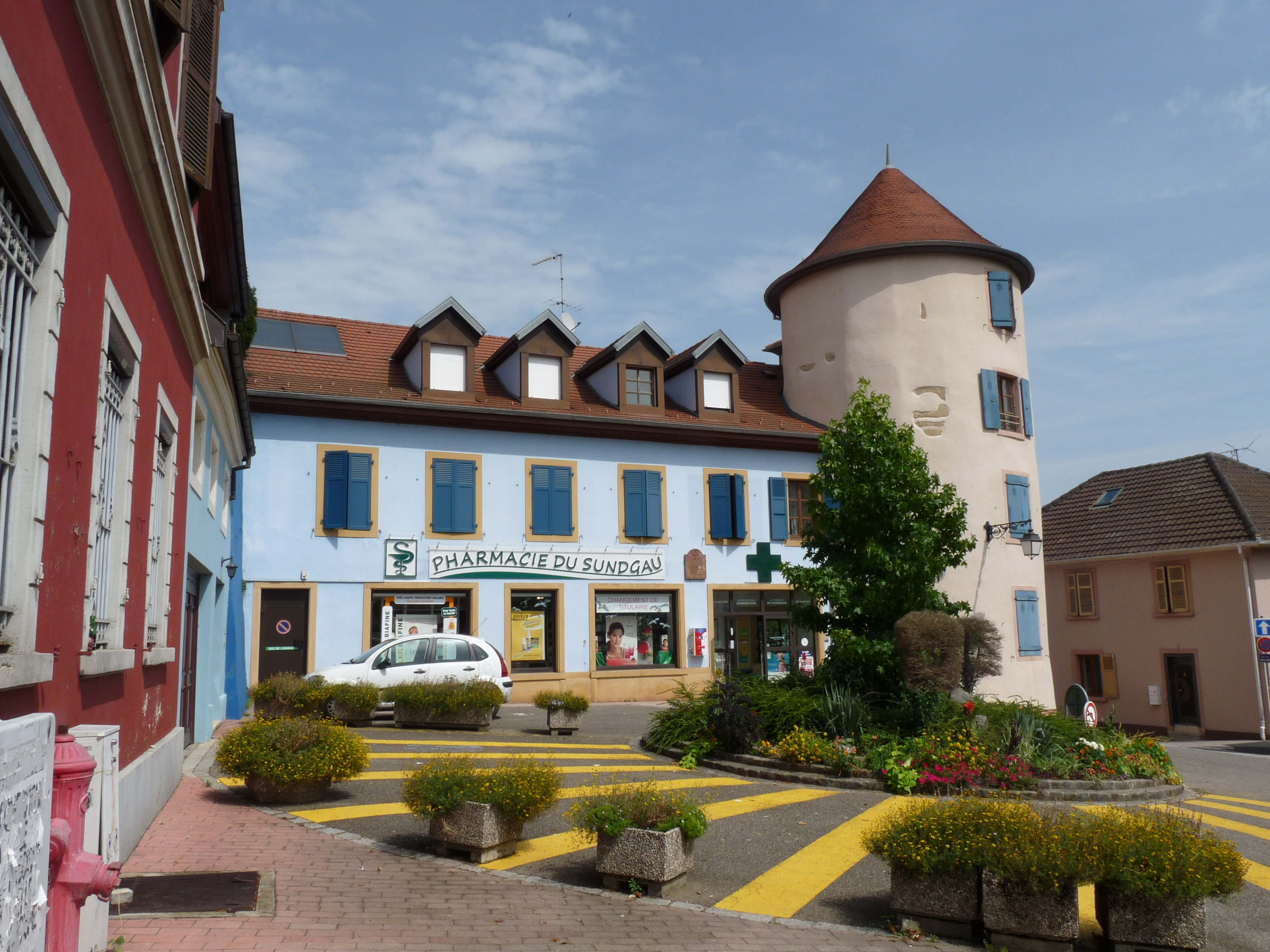
Tour Bloch
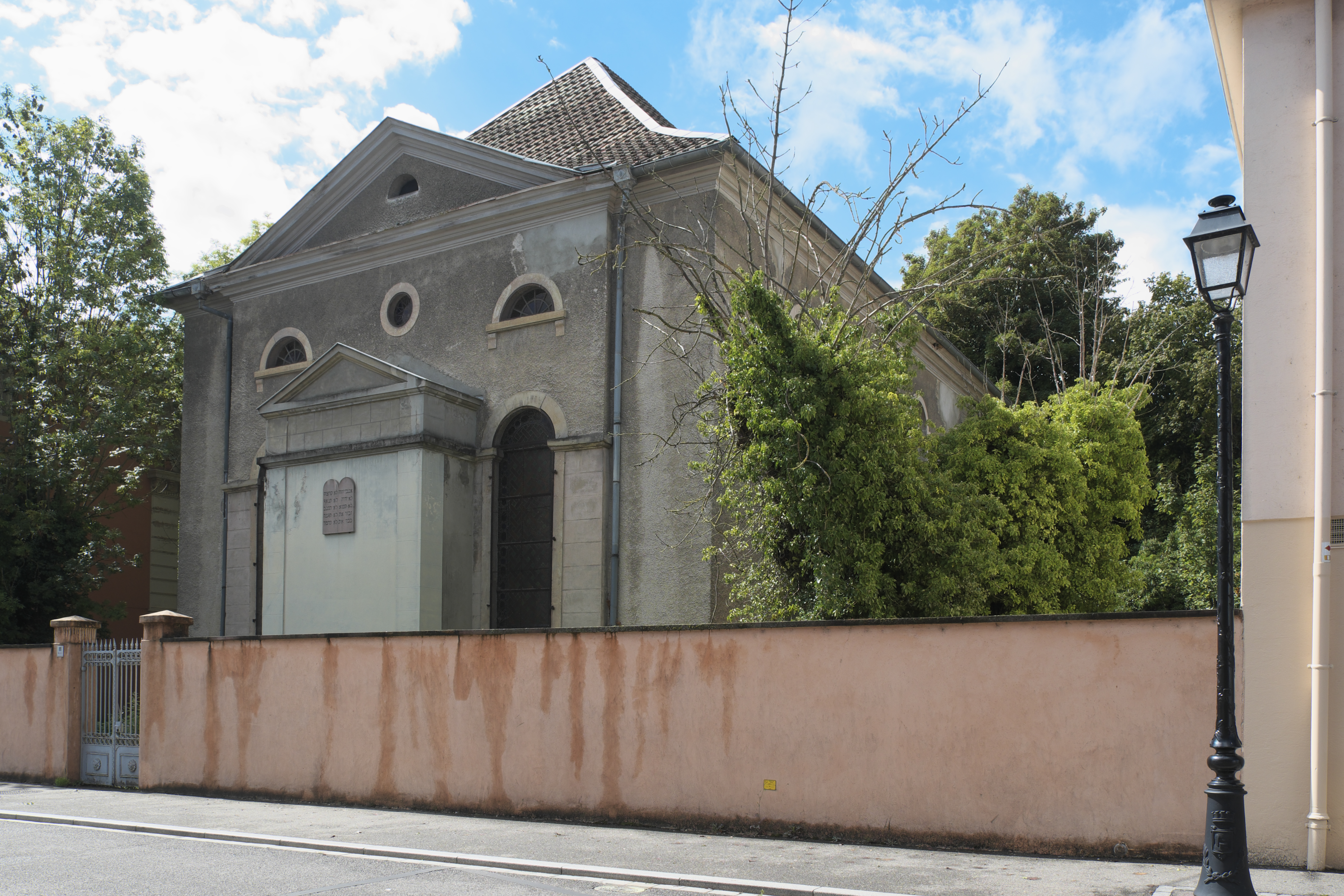
Synagoge
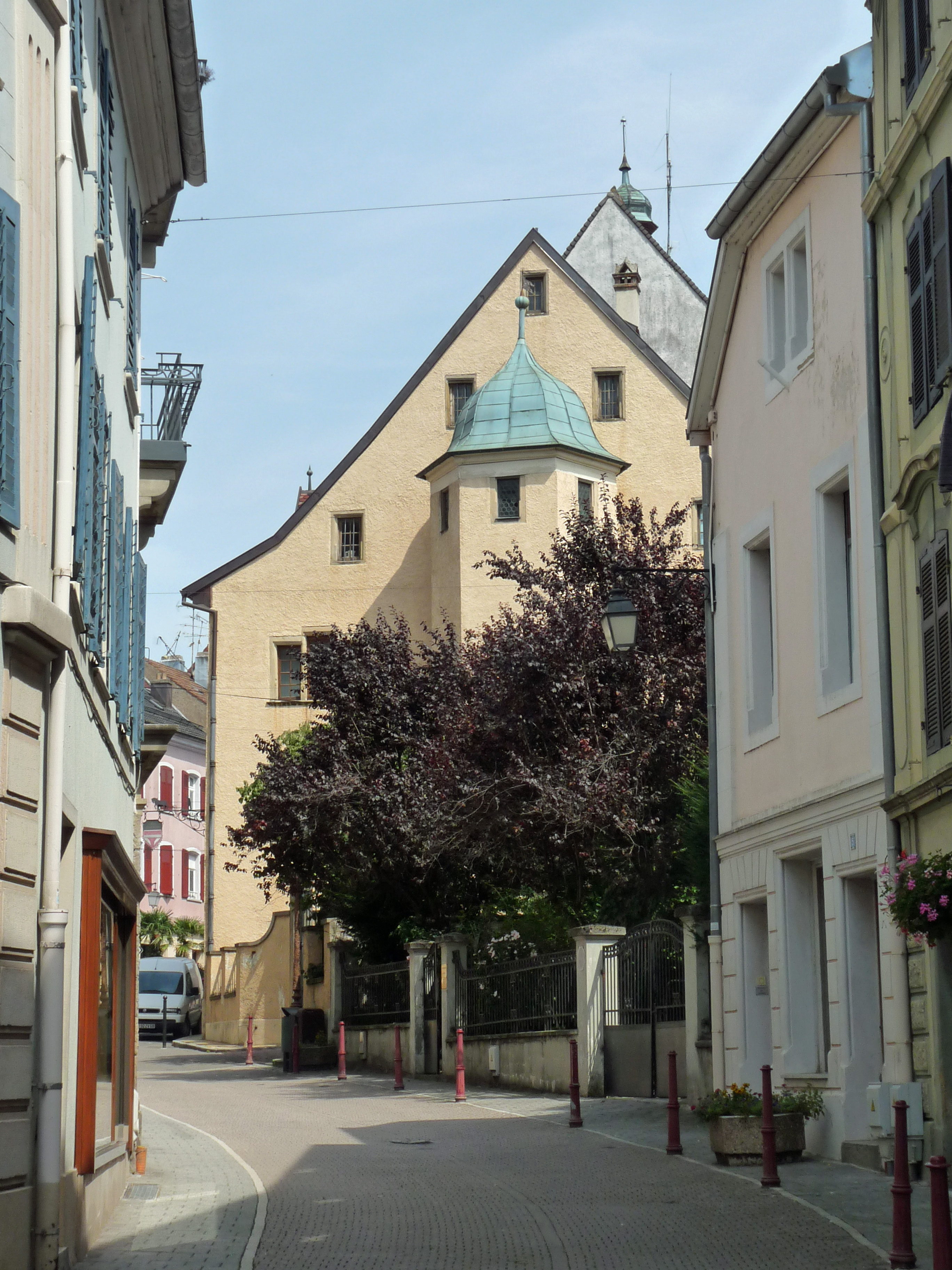
Musée Sundgauvien

### Sport
Altkirch was eenmaal startplaats van een etappe in de Tour de France, in 1977.

## Geboren
- Hugo Hofstetter (1994), wielrenner